# Estructura de contención
Una estructura de contención constituye una construcción estructural de ingeniería, cuyo fin es contener los empujes de tierras que pueden afectar a una determinada obra.
Puede ser una única obra con un único proyecto (como es el caso de la construcción de un muro de contención con el fin de obtener parcelas de superficie horizontal), o puede ser parte de un proyecto más grande, (como por ejemplo, un muro para contener el empuje de tierras próximo a una carretera, o pantallas para la construcción de los sótanos de un edificio).

## Clasificación

### Estructuras de contención rígidas
Las estructuras de contención rígidas son aquellas estructuras de contención cuyos movimientos son de sólido rígido, pero no presentan movimientos en el interior de la estructura, es decir, no se producen flexiones en la misma. Por lo tanto, la ley de empujes viene influida exclusivamente por el valor, pero no por la forma.  Son los muros de contención.

### Estructuras de contención flexibles
Las estructuras de contención flexibles son aquellas en las que los movimientos de sólido rígido y los movimientos debidos a la flexión de la propia estructura, se producen en porcentajes similares. Esta deformación hace que el movimiento de la estructura influya tanto en el valor, como en la forma de la ley de empujes sobre la estructura.
Hay dos tipos de estructuras de contención flexibles:
- Las pantallas.
- Las entibaciones.

La principal diferencia entre pantallas y entibaciones, es que las entibaciones son mucho más flexibles que las pantallas.

### Diferencia entre muros y pantallas
La diferencia constitutiva entre muros y pantallas es que los muros se realizan, o bien una vez realizada la excavación, o bien antes de realizar el relleno. Sin embargo, las pantallas se construyen siempre antes de realizar la excavación, o a lo sumo, durante la excavación.
- Datos: Q3392210